# My Summer Car
My Summer Car – komputerowa gra symulacyjna stworzona przez fińskie studio Amistech Games i wydana 8 stycznia 2025 na platformie Microsoft Windows.

## Opis
Akcja gry toczy się w fikcyjnym miasteczku położonym w Finlandii, w latach 90. XX wieku. Rozgrywka skupia się na remoncie samochodu ojca i przetrwaniu poprzez zapewnienie sobie żywności, napojów itp. Samo ulepszanie pojazdu wymaga od gracza wiedzy z zakresu mechaniki, gdyż w tym aspekcie twórcy postawili na maksymalny realizm. Gra została również stworzona w taki sposób, by całość rozgrywki była jak najbardziej zbliżona do realizmu, przez to gracz może pokazywać wulgarne gesty postaciom sterowanym przez komputer, a także wykonywać czynności uznawane za nieetyczne i niekiedy niezgodne z prawem.
My Summer Car została wydana 24 października 2016 we wczesnym dostępie. 30 grudnia 2024 zapowiedziano wydanie pełnej wersji gry. Wersja 1.0 ukazała się 8 stycznia 2025.